# Bataille de Fréligné
Guerre de Vendée
Batailles
La bataille de Fréligné se déroule le 15 septembre 1794 lors de la guerre de Vendée. Elle s'achève par la victoire des Vendéens qui prennent d'assaut un camp fortifié républicain.

## Prélude
Après avoir détruit le camp de la Roullière, le général vendéen François Athanase Charette de La Contrie décide de poursuivre son offensive et d'attaquer le camp de Fréligné, situé entre Falleron et Touvois. Il rassemble ses troupes à Belleville-sur-Vie le 14 septembre et arrive à Falleron dans la soirée après être passé par Beaufou et Saint-Étienne-du-Bois. Pendant la nuit, il aurait chargé Savin, chef de la division de Palluau, d'effectuer une diversion sur Saint-Christophe-du-Ligneron afin que le camp de Fréligné ne bénéficie d'aucun renfort,. Cependant les sources républicaines ne font pas mention d'une attaque contre le camp de Saint-Christophe.

## Forces en présence
D'après les auteurs républicains Jean Julien Michel Savary et Charles-Louis Chassin, la garnison du camp de Fréligné est forte de 700  à   800 hommes,,. Charruau, receveur des domaines à Machecoul, évoque dans une lettre entre 800 et 900 hommes. L'historien Lionel Dumarcet retient une estimation de 700 à 900 hommes pour les républicains. La garnison est constituée du 11e bataillon de volontaires d'Orléans, d'éléments du 39e,, et du 59e régiment d'infanterie de ligne et de 60 cavaliers. Ces forces sont commandées par le chef de brigade Prat,, lequel est secondé par le lieutenant-colonel Mermet,.
Construit entre juin et juillet au milieu d'une lande entre Falleron et Touvois, sur la rive gauche du ruisseau La Cochère, le camp de Fréligné est de forme carrée. Les fossés sont larges de huit pieds et profonds de cinq. La terre jetée forme une espèce de parapet. Le camp a été édifié par le général Boussard, afin de couvrir Challans et le tracé a été effectué par un nommé Voutier, chef de bataillon des grenadiers de l'Ardèche. 
Le nombre des forces vendéennes n'est pas précisé par les auteurs royalistes. Le républicain Charruau évalue les « brigands » au nombre de 6 000, dont 500 cavaliers, ce qui paraît exagéré pour Lionel Dumarcet, qui évalue plutôt à 3 000 le nombre des Vendéens. Yves Gras donne également 3 000 hommes et Simone Loidreau entre 2 000 et 3 000. Ils ne disposent d'aucun canon.

## Déroulement

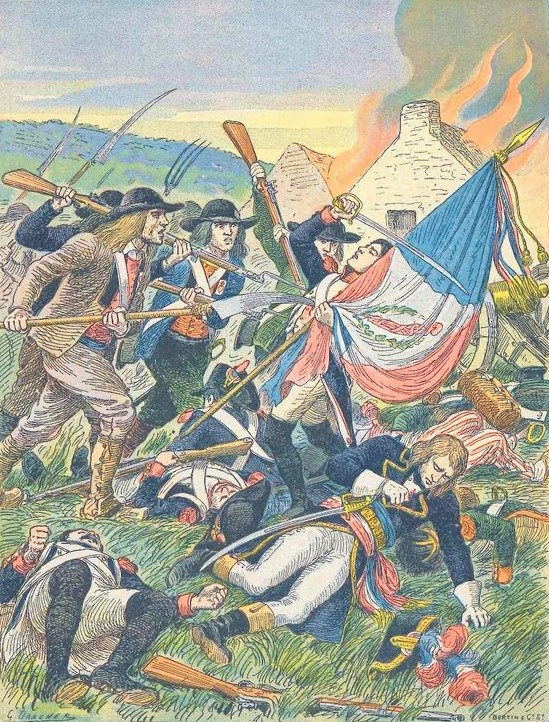
Mermet (1794) dans Le Livre d'Or des Enfants courageux, illustration de Georges Dascher, entre 1880 et 1910.

Le 15 septembre,,, sous un brouillard matinal, les Vendéens commencent à s'avancer en direction du camp. Une fois encore, de l'eau-de-vie est distribuée aux combattants avant l'assaut,. 
D'après le récit de l'auteur royaliste Le Bouvier-Desmortiers, avant l'engagement des hostilités, un cavalier vendéen nommé Retailleau se présente seul devant les lignes républicaines et lance un défi,,. Celui-ci aurait été relevé par un sous-officier et se serait achevé à l'avantage de Retailleau qui aurait offert le sabre du vaincu à Charette,. L'officier vendéen Pierre-Suzanne Lucas de La Championnière n'évoque pas cet épisode dans ses mémoires.
L'attaque débute à trois heures de l'après-midi d'après les témoignages de soldats républicains rescapés tandis que la plupart des auteurs royalistes font débuter les combats au petit jour. À la vue des cavaliers vendéens, les soldats républicains placés aux avant-postes font une décharge puis se replient à l'intérieur de l'enceinte. Cependant les cavaliers se lancent à leur poursuite et pénètrent même à l'intérieur du camp, semant le désordre parmi les défenseurs, avant d'être finalement repoussés. 
Les fantassins vendéens passent ensuite à l'assaut. La fusillade dure environ une heure, et les combattants s'affrontent à une distance de 40 pas. Cependant les républicains sont dissimulés derrière leurs parapets et le flanc gauche vendéen recule. 
D'après Lucas de La Championnière et Le Bouvier-Desmortiers, le camp ne dispose de fossés que sur seulement trois côtés et les missions de repérages ont été mal effectuées par les Vendéens qui attaquent le camp sur son côté le mieux fortifié,. Hyacinthe de La Robrie se serait alors aperçu de l'erreur et en aurait averti Charette,. Ce dernier aurait alors contourné les positions républicaines et aurait mené, avec La Roberie, La Jaille, Pajot, Guérin le jeune et Colin, l'assaut décisif qui permet aux Vendéens de prendre pied à l'intérieur du camp. Cependant pour l'historien Lionel Dumarcet, ce récit semble plus qu'improbable et un témoignage laissé par le républicain Charruau ne fait pas mention d'un tel défaut dans les fortifications. 
Pour Lionel Dumarcet, la défaite des républicains est imputable à un manque de munitions,. Prat, blessé alors qu'il combat derrière les retranchements, juge le combat perdu et donne l'ordre de la retraite. Il est l'un des derniers à sortir du camp, mais est foudroyé par une balle au moment où il met le pied à l'étrier. 
Les rescapés se replient sur Machecoul et sur Saint-Christophe-du-Ligneron,, où ils exhortent le commandant du fort à se porter au secours des derniers défenseurs, ce que ce dernier refuse, préférant se tenir sur la défensive. Après sa victoire, Charette fait incendier le camp, puis il retourne à Belleville-sur-Vie.

## Pertes
Selon les auteurs royalistes Le Bouvier-Desmortiers et René Bittard des Portes, pas moins de 1 200 républicains sont tués dans l'attaque du camp de Fréligné,. Ce bilan est repris par Simone Loidreau. Cependant ce nombre est certainement très exagéré pour l'historien Lionel Dumarcet, qui retient plutôt un bilan de 500 républicains restés sur le champ de bataille. Le chef de brigade Prat, son second, le lieutenant-colonel Mermet, du 11e bataillon d'Orléans, et le fils de ce dernier, âgé de 14 ans, figurent parmi les morts,. La compagnie de grenadiers du 39e régiment ne compte que huit survivants. Quinze, à dix-neuf femmes sont trouvées parmi les corps,.
Selon Lionel Dumarcet : « Si cette défaite ne traumatisa pas l'état-major républicain, les autorités locales balancèrent entre un calme de bon aloi et l'alarmisme le plus outrancier. Les propos, rassurants pour les municipalités, devenaient déclamatoires pour les instances supérieures ». Ainsi une lettre datée du 30 fructidor adressée au représentants en mission indique que « dans la journée d'hier [...] de huit cents hommes qui le composaient à peine la moitié s'est arrachée à la fureur des brigands ». Une autre lettre, datée du même jour et adressée à la municipalité de Beauvoir-sur-Mer, affirme que « le mal n'est pas si grand que l'on la dit. 150 hommes à peu près ont été égorgés ».
Les pertes sont également lourdes du côté des Vendéens. Dans ses mémoires, le chef vendéen Pierre-Suzanne Lucas de La Championnière écrit : « Cette victoire nous coûta cher. Nos meilleurs officiers y furent blessés et beaucoup de bon soldats y perdirent la vie ». Le Bouvier-Desmortiers fait état de 400 blessés mais n'indique pas le nombre des morts,. René Bittard des Portes donne un bilan de 400 tués et 800 blessés. Pour l'historien Lionel Dumarcet, les pertes royalistes peuvent être évaluées à 350 morts. Du côté des officiers, Chevigné de L'Ecorse, de la division de Vieillevigne, et Saint-Sauveur, de la division du Poiré, sont tués, ; Delaunay,, Pierre Rezeau et Louis Guérin sont blessés,.

## Conséquences
Après la prise du camp de Fréligné, le camp de Saint-Christophe-du-Ligneron est évacué. Le général Boussard fait concentrer toutes ses forces à Challans.